# ثبت بیوگرافی
دکتر محسن مظاهری
دکتر محسن مظاهری (متولد ۱۳۶۳، ایران) متخصص ایمنی، بهداشت و محیط زیست (HSE)، مدیر پروژه‌های صنعتی، مدرس دانشگاه و مدیر تیم‌های تخصصی در حوزه HSE و گردشگری سلامت است. وی در بیش از دو دهه فعالیت حرفه‌ای در صنایع نفت و گاز، نیروگاهی، معدنی، پروژه‌های راه‌سازی و سدسازی تجربه دارد و در توسعه و پیاده‌سازی سیستم‌های مدیریت ایمنی، بهداشت و محیط زیست (HSE-MS) مشارکت داشته است. دکتر مظاهری همچنین مدیریت تیم‌های تخصصی HSE متین بریج و تیم تخصصی اینکامینگ متین تور ایران را بر عهده دارد و در زمینه مدیکال توریسم و گردشگری عربی فعالیت می‌کند.
تحصیلات
دیپلم علوم تجربی
کاردانی فنی صنایع – گرایش ایمنی صنعتی
کارشناسی ناپیوسته مهندسی تکنولوژی ایمنی صنعتی و محیط کار
کارشناسی ارشد مدیریت اجرایی
دکترای مدیریت کسب‌وکار

سوابق حرفه‌ای
سرپرست HSE در پروژه‌های راه‌سازی و سدسازی، شامل نظارت بر ایمنی کارگاه‌ها، مدیریت ریسک و آموزش نیروهای عملیاتی
سرپرست HSE و سوپروایزر در پروژه‌های نفت و گاز، از جمله پالایشگاه گازی پارس جنوبی (فاز ۱۹، فازهای ۲۲، ۲۳ و ۲۴)
سرپرست HSE در نیروگاه‌های سیکل ترکیبی و صنایع معدنی، شامل نیروگاه چادرملو و کارخانه‌های تولید کنسانتره آهن گل‌گهر و هماتیت کاویان گهر
طراحی و استقرار سیستم‌های مدیریت HSE-MS در صنایع مختلف
مدیریت تیم‌های تخصصی HSE متین بریج (www.MatinBridge.ir) و تیم تخصصی اینکامینگ متین تور ایران (www.MatinBridge.com)

فعالیت‌های آموزشی
تدریس در مراکز آموزشی و دانشگاه‌ها از جمله مرکز آموزش گل‌گهر سیرجان، مرکز آموزش گهرروش سیرجان، مرکز آموزش فنی و حرفه‌ای سیرجان، آموزشگاه جهاد نصر سیرجان، انجمن ایمنی و بهداشت و محیط زیست سیرجان و کرمان و دانشگاه نوبنیاد سیرجان
ارائه دوره‌های آموزشی تخصصی در زمینه ایمنی کار در ارتفاع، ارزیابی ریسک، ایمنی برق، مدیریت مواد شیمیایی، شرایط اضطراری، بهداشت محیط کار و سیستم‌های HSE-MS

دوره‌ها و گواهینامه‌ها
بازرسی جرثقیل سطح ۱ و ۲ – TÜV Nord
آموزش اپراتوری و ریگری جرثقیل
ISO 9001:2015 – مدیریت کیفیت
ISO 14001:2015 – مدیریت زیست‌محیطی
ISO 45001:2018 – ایمنی و بهداشت شغلی
ISO 50001 – مدیریت انرژی
ISO 31000 – مدیریت ریسک
HSE-MS – سیستم مدیریت ایمنی، بهداشت و محیط زیست
پرتوها و حفاظت در برابر اشعه – مورد تأیید سازمان انرژی اتمی ایران
دوره‌های روانشناسی صنعتی و رفتار ایمنی

منابع

وبسایت متین بریج
وبسایت متین تور ایران
سایت ویرگول